# Адольф Кайпр
Слуга Божий Адольф Кайпр SJ (чеськ. Adolf Kajpr; 5 липня 1902, Гредле — 17 вересня 1959, Леопольдов) — чеський католицький священник, єзуїт, публіцист та мученик.
Ув'язнений нацистами (1941—1945) та комуністами (1950—1959).

## Життєпис

### Дитинство та ранні роки (1902—1927)
Адольф Кайпр народився 5 липня 1902 року в Гредле, хрещений 12 липня 1902 року. Коли мати померла, батько повернувся з синами до рідного села Братроніце, де також невдовзі помер. За сиротами залишилася доглядати їх тітка Клара разом із чоловіком Йозефом Бржеком. Адольф виховувався в християнській вірі. Між 1908 і 1916 роками навчався в початковій школі, але незабаром пішов з неї через фінансові труднощі. Працював робітником, навчився шевської справи і врешті-решт став учнем у школі сусіднього села. Зацікавившись навчанням, він також підготувався до навчання в середній гімназії. З 1924 по 1926 рік проходив військову службу в Чехословацькій армії.

### Вступ до Товариства Ісуса (1928—1937)
Після шостого класу він вступив на новіціат Товариства Ісуса, який відбув у Велеграді з 1928 по 1930 рік. У цей час він також готувався до іспиту на закінчення школи, який склав із відзнакою. 15 серпня 1930 року він склав чернечі обіти у Велеграді. У 1930—1932 рр. вивчав філософію в Егенговені (нині частина Левена) в Бельгії, а з 1932 по 1936 роки вивчав теологію в Інсбруку, де його було рукоположено в священичий сан 26 липня 1935 року. Через кілька днів він відправив свою першу месу в Празькій церкві св. Ігнатія Лойоли та Братроніцькій церкві Всіх Святих.

### У нацистських концтаборах
Після публікацій у католицьких журналах, у яких він критикував нацистів, його було ув'язнено у концтаборі Дахау. На обкладинці одного з журналів за 1939 рік було зокрема зображено Христа, що перемагає смерть, представлену у вигляді символів нацизму.

### Відновлена канцелярська та редакторська діяльність
15 серпня 1945 році склав четвертий чернечий обіт і став професом Товариства Ісуса. Був відомим проповідником і керівником духовних реколекцій та вправ, відновив публікацію Dorost, хоча незабаром після цього також став редактором журналу Katolík: list pro kulturu a život z víry (Католик: журнал про культуру і життя вірою), який з 1945 по 1948 рік став його головною платформою для поширення Євангелія, його концепції християнського життя та апостольства, а також його коментарів про сучасне суспільство.
Потім Кайпр повністю присвятив свою діяльність душпастирському служінню. У проповідях він зміцнював віру своїх слухачів і продовжував полеміку проти матеріалізму та марксистської критики релігії.

### У комуністичних в'язницях
Через п'ять років після звільнення з Дахау у 1945 році Кайпра було заарештовано комуністичною владою у Празі і засуджено до 12 років ув'язнення у комуністичних тюрмах за написання «крамольних» статей.  З 24 років свого священства Кайпр провів у в'язниці понад половину цього часу.
Помер 17 вересня 1959 року у в'язниці в місті Леопольдов.

## Батифікаційний процес
У 2017 році Генеральний настоятель єзуїтів о. Артуро Соса дав згоду на відкриття беатифікаційного процесу о. Кайпра. Дієцезіальний етап процесу офіційно розпочався у вересні 2019 року і завершився 4 січня 2021 року. З цього приводу архієпископ празький кардинал Домінік Дука відслужив святу Месу у празькій церкві святого Ігнатія.